# Nanthela
Nanthela HAUPT, 2003 è un ex-genere di ragni appartenente alla famiglia Liphistiidae dell'ordine Araneae.
La seconda parte del nome deriva dal greco θηλή, thelè, che significa capezzolo, proprio ad indicare la forma che hanno le filiere che secernono la ragnatela.

## Tassonomia
La tassonomia di questo genere è stata alquanto controversa: la specie tipo venne definita su esemplari denominati Heptathela tonkinensis dall'aracnologo William Syer Bristowe; tale classificazione è basata su una presunta apomorfia maschile; se Heptathela cucphuongensis, descritta da Hirotsugu Ono nel 1999, finora nota solo per esemplari femminili, risulterà appartenere a questo gruppo, cambierà di nuovo la denominazione del genere in Vinathela.
Nel 2011 un lavoro degli aracnologi Schwendinger e Ono del 2011, ha accorpato questo genere ad Heptathela Kishida, 1923
Attualmente, a giugno 2012, le due specie attribuite a questo genere sono state ridenominate come appartenenti al genere Heptathela Kishida, 1923:
- Nanthela hongkong (Song & Wu, 1997) - Hong Kong
- Nanthela tonkinensis (Bristowe, 1933) - Vietnam